# Dpkg

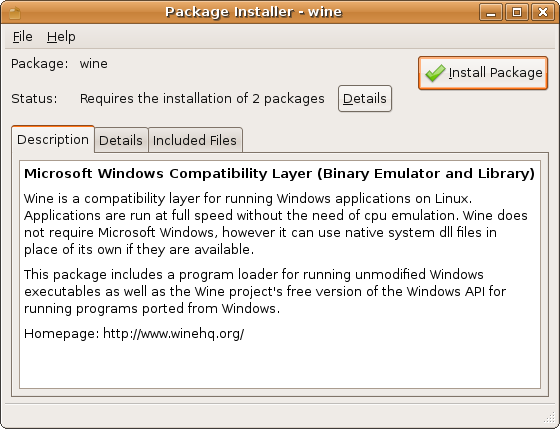
محیط نرم افزار dpkg

دی‌پی‌کی‌جی (به انگلیسی: dpkg) نرم‌افزاری است که مبنای سامانه مدیریت بسته سیستم‌عامل دبیان می‌باشد. از دی‌پی‌کی‌جی برای نصب، پاک کردن، یا بدست آوردن اطلاعات در رابطه با بسته‌های نرم‌افزاری دِب استفاده می‌گردد.